# SN 2003dp
SN 2003dp – supernowa odkryta 8 kwietnia 2003 roku w galaktyce A131324+2756. W momencie odkrycia miała maksymalną jasność 20,00m.